# Mesostalita comottii
Mesostalita comottii là một loài nhện trong họ Dysderidae.
Loài này thuộc chi Mesostalita. Mesostalita comottii được Fulvio Gasparo miêu tả năm 1999.